# Championnat de France féminin de football 2023-2024
Navigation
Division 1 2022-2023 Première Ligue 2024-2025
La saison 2023-2024 de Division 1 est la 50e édition du championnat de France féminin de football. Le premier niveau du championnat féminin oppose douze clubs français en une série de vingt-deux rencontres jouées durant la saison de football. La compétition débute en septembre 2023 et s'achève en mai 2024.
Pour la première fois depuis 2004, une phase finale est mise en place à la fin de la saison entre les quatre premiers afin de déterminer le champion de France et les trois qualifiés pour la Ligue des champions. Les deux dernières places de la saison régulière restent synonymes de relégation en Division 2.

## Participants
Douze équipes participent à cette édition, les dix maintenues de la saison précédente, auxquelles s'ajoutent les deux promus de Division 2 : l'AS Saint-Étienne et le LOSC Lille. Ces deux clubs remplacent les relégués : le Rodez AF et l'ASJ Soyaux.
| \| Girondins de Bordeaux Dijon FCO FC Fleury EA Guingamp Havre AC LOSC Lille Olympique lyonnais Montpellier HSC Paris FC Paris SG Stade de Reims AS Saint-Étienne \| Localisation des clubs engagés dans le championnat. |
| Girondins de Bordeaux Dijon FCO FC Fleury EA Guingamp Havre AC LOSC Lille Olympique lyonnais Montpellier HSC Paris FC Paris SG Stade de Reims AS Saint-Étienne                                                           |

| Girondins de Bordeaux Dijon FCO FC Fleury EA Guingamp Havre AC LOSC Lille Olympique lyonnais Montpellier HSC Paris FC Paris SG Stade de Reims AS Saint-Étienne |

| \| FC Fleury Paris FC Paris SG \| Localisation des clubs d'Île-de-France · engagés dans le championnat. |
| FC Fleury Paris FC Paris SG                                                                             |

| FC Fleury Paris FC Paris SG |

Ce tableau présente les douze équipes qualifiées pour disputer le championnat 2022-2023. On y trouve le nom des clubs, le nom des entraîneurs et leur nationalité, l'année de la dernière montée au sein de l'élite, leur classement de la saison précédente, le nom des stades ainsi que la capacité de ces derniers.
| Club                  | Dernière montée | Classement 2022-2023 | Entraîneur          | Stade principal                                   | Capacité | Nombre de saisons en D1 |
| --------------------- | --------------- | -------------------- | ------------------- | ------------------------------------------------- | -------- | ----------------------- |
| Olympique lyonnais    | 1977            | 1er                  | Sonia Bompastor     | Groupama OL Training Center, Décines-Charpieu     | 1 524    | 46                      |
| Paris Saint-Germain   | 2001            | 2e                   | Jocelyn Prêcheur    | Stade Georges-Lefèvre, St-Germain-en-Laye         | 2 164    | 36                      |
| Paris FC              | 1979            | 3e                   | Sandrine Soubeyrand | Stade Charléty, Paris                             | 18 845   | 45                      |
| FC Fleury 91          | 2017            | 4e                   | Fabrice Abriel      | Stade Robert-Bobin, Bondoufle                     | 18 850   | 6                       |
| Montpellier HSC       | 1997            | 5e                   | Yannick Chandioux   | Centre d'entrainement Bernard-Gasset, Montpellier | 1 280    | 30                      |
| Stade de Reims        | 2019            | 6e                   | Amandine Miquel     | Stade Louis-Blériot, Bétheny                      | 500      | 16                      |
| Girondins de Bordeaux | 2016            | 7e                   | Patrice Lair        | Stade Sainte-Germaine, Le Bouscat                 | 7 000    | 7                       |
| EA Guingamp           | 2006            | 8e                   | Mathieu Rufié       | Stade de l'Akademi EA Guingamp, Pabu              | 1 960    | 42                      |
| Le Havre AC           | 2022            | 9e                   | Romain Djoubri      | Stade Océane, Le Havre                            | 25 178   | 2                       |
| Dijon FCO             | 2018            | 10e                  | Sébastien Joseph    | Stade Gaston-Gérard                               | 18 376   | 5                       |
| LOSC Lille            | 2023            | 1er du gr. A (D2)    | Rachel Saïdi        | Stadium annexe 1, Villeneuve-d'Ascq               | 650      | 2                       |
| AS Saint-Étienne      | 2023            | 1er du gr. B (D2)    | Laurent Mortel      | Stade Salif-Keita, Saint-Étienne                  | 1 250    | 13                      |

Légende des couleurs
- Qualifié pour la phase de groupes de la Ligue des champions 2023-2024
- Qualifié pour le deuxième tour de la Ligue des champions 2023-2024
- Qualifié pour le premier tour de la Ligue des champions 2023-2024
- Promu de Division 2 2022-2023

### Changements d'entraîneur
| Club        | Entraîneur partant  | Motif du départ       | Date de départ | Position   | Entraîneur arrivant | Date d'arrivée |
| ----------- | ------------------- | --------------------- | -------------- | ---------- | ------------------- | -------------- |
| EA Guingamp | Frédéric Biancalani | Poste à la fédération | 1er juin 2023  | Pré-saison | Mathieu Rufié       | 13 juin 2023   |
| Le Havre AC | Frédéric Gonçalves  | Fin de contrat        | 15 juin 2023   | Pré-saison | Romain Djoubri      | 15 juin 2023   |

## Compétition

### Classement
Le classement est calculé avec le barème de points suivant : une victoire vaut trois points, le match nul un. La défaite ne rapporte aucun point.
Les critères utilisés pour départager les équipes en cas d'égalité au classement sont les suivants :
1. plus grand nombre de points dans les confrontations directes ;
2. plus grande différence de buts particulière ;
3. plus grande différence de buts générale ;
4. plus grand nombre de buts marqués ;
5. rencontre supplémentaire sur terrain neutre avec, éventuellement, l'épreuve des tirs au but.

| \| Rang \| Équipe \| Pts \| J \| G \| N \| P \| Bp \| Bc \| Diff \| \| ---- \| ---------------------- \| --- \| -- \| -- \| - \| -- \| -- \| -- \| ---- \| \| 1 \| Olympique lyonnais T \| 61 \| 22 \| 20 \| 1 \| 1 \| 82 \| 13 \| +69 \| \| 2 \| Paris Saint-Germain C \| 50 \| 22 \| 15 \| 5 \| 2 \| 67 \| 17 \| +50 \| \| 3 \| Paris FC \| 42 \| 22 \| 13 \| 3 \| 6 \| 56 \| 27 \| +29 \| \| 4 \| Stade de Reims \| 35 \| 22 \| 10 \| 5 \| 7 \| 33 \| 31 \| +2 \| \| 5 \| FC Fleury 91 \| 33 \| 22 \| 10 \| 3 \| 9 \| 37 \| 33 \| +4 \| \| 6 \| Montpellier Hérault SC \| 32 \| 22 \| 9 \| 5 \| 8 \| 33 \| 36 \| -3 \| \| 7 \| AS Saint-Étienne P \| 29 \| 22 \| 9 \| 2 \| 11 \| 31 \| 52 \| -21 \| \| 8 \| Dijon FCO \| 23 \| 22 \| 6 \| 5 \| 11 \| 26 \| 47 \| -21 \| \| 9 \| Le Havre AC \| 22 \| 22 \| 5 \| 8 \| 9 \| 33 \| 49 \| -16 \| \| 10 \| EA Guingamp \| 16 \| 22 \| 4 \| 4 \| 14 \| 26 \| 49 \| -23 \| \| 11 \| Girondins de Bordeaux \| 13 \| 22 \| 3 \| 4 \| 15 \| 17 \| 49 \| -32 \| \| 12 \| LOSC Lille P \| 13 \| 22 \| 2 \| 7 \| 13 \| 27 \| 65 \| -38 \| | Phase finale - 1er au 4e : demi-finale Relégation en Seconde Ligue 2024-2025 - 11e et 12e : relégation Abréviations T : Tenant du titre C : Vainqueur de la Coupe de France 2023-2024 P : Promu de D2 |     |    |    |   |    |    |    |      |
| Rang | Équipe | Pts | J  | G  | N | P  | Bp | Bc | Diff |
| 1 | Olympique lyonnais T | 61  | 22 | 20 | 1 | 1  | 82 | 13 | +69  |
| 2 | Paris Saint-Germain C | 50  | 22 | 15 | 5 | 2  | 67 | 17 | +50  |
| 3 | Paris FC | 42  | 22 | 13 | 3 | 6  | 56 | 27 | +29  |
| 4 | Stade de Reims | 35  | 22 | 10 | 5 | 7  | 33 | 31 | +2   |
| 5 | FC Fleury 91 | 33  | 22 | 10 | 3 | 9  | 37 | 33 | +4   |
| 6 | Montpellier Hérault SC | 32  | 22 | 9  | 5 | 8  | 33 | 36 | -3   |
| 7 | AS Saint-Étienne P | 29  | 22 | 9  | 2 | 11 | 31 | 52 | -21  |
| 8 | Dijon FCO | 23  | 22 | 6  | 5 | 11 | 26 | 47 | -21  |
| 9 | Le Havre AC | 22  | 22 | 5  | 8 | 9  | 33 | 49 | -16  |
| 10 | EA Guingamp | 16  | 22 | 4  | 4 | 14 | 26 | 49 | -23  |
| 11 | Girondins de Bordeaux | 13  | 22 | 3  | 4 | 15 | 17 | 49 | -32  |
| 12 | LOSC Lille P | 13  | 22 | 2  | 7 | 13 | 27 | 65 | -38  |

### Domicile et extérieur
| Rang | Équipe                | Pts | J  | G  | N | P | Bp | Bc | Diff |
| ---- | --------------------- | --- | -- | -- | - | - | -- | -- | ---- |
| 1    | Olympique lyonnais T  | 31  | 11 | 10 | 1 | 0 | 39 | 4  | +35  |
| 2    | Paris Saint-Germain   | 28  | 11 | 9  | 1 | 1 | 42 | 5  | +37  |
| 3    | FC Fleury 91          | 23  | 11 | 7  | 2 | 2 | 21 | 14 | +7   |
| 4    | Stade de Reims        | 23  | 11 | 7  | 2 | 2 | 16 | 11 | +5   |
| 5    | Montpellier HSC       | 19  | 11 | 6  | 1 | 4 | 20 | 16 | +4   |
| 6    | Paris FC              | 19  | 11 | 6  | 1 | 4 | 19 | 17 | +2   |
| 7    | AS Saint-Étienne P    | 17  | 11 | 5  | 2 | 4 | 15 | 21 | -6   |
| 8    | Dijon FCO             | 14  | 11 | 4  | 2 | 5 | 15 | 27 | -12  |
| 9    | EA Guingamp           | 12  | 11 | 3  | 3 | 5 | 19 | 26 | -7   |
| 10   | Le Havre AC           | 11  | 11 | 2  | 5 | 4 | 18 | 25 | -7   |
| 11   | Girondins de Bordeaux | 9   | 11 | 2  | 3 | 6 | 11 | 24 | -13  |
| 12   | LOSC Lille P          | 6   | 11 | 1  | 3 | 7 | 11 | 32 | -21  |

| Rang | Équipe                | Pts | J  | G  | N | P | Bp | Bc | Diff |
| ---- | --------------------- | --- | -- | -- | - | - | -- | -- | ---- |
| 1    | Olympique lyonnais T  | 30  | 11 | 10 | 0 | 1 | 43 | 9  | +34  |
| 2    | Paris FC              | 23  | 11 | 7  | 2 | 2 | 37 | 10 | +27  |
| 3    | Paris Saint-Germain   | 22  | 11 | 6  | 4 | 1 | 25 | 12 | +13  |
| 4    | Montpellier HSC       | 13  | 11 | 3  | 4 | 4 | 13 | 20 | -7   |
| 5    | Stade de Reims        | 12  | 11 | 3  | 3 | 5 | 17 | 20 | -3   |
| 6    | Le Havre AC           | 12  | 11 | 3  | 3 | 5 | 15 | 24 | -9   |
| 7    | AS Saint-Étienne P    | 12  | 11 | 4  | 0 | 7 | 16 | 31 | -15  |
| 8    | FC Fleury 91          | 10  | 11 | 3  | 1 | 7 | 16 | 19 | -3   |
| 9    | Dijon FCO             | 9   | 11 | 2  | 3 | 6 | 11 | 20 | -9   |
| 10   | LOSC Lille P          | 7   | 11 | 1  | 4 | 6 | 16 | 33 | -17  |
| 11   | EA Guingamp           | 4   | 11 | 1  | 1 | 9 | 7  | 23 | -16  |
| 12   | Girondins de Bordeaux | 4   | 11 | 1  | 1 | 9 | 6  | 25 | -19  |

### Résultats
| Résultats (▼dom., ►ext.)                                   | BOR | DIJ | FLE | GUI | HAC | LOSC | MHSC | OL  | PFC | PSG | REI | STE |
| Girondins de Bordeaux                                      |     | 0-2 | 0-3 | 1-1 | 1-1 | 3-0  | 1-1  | 2-1 | 2-6 | 0-3 | 0-2 | 1-4 |
| Dijon FCO                                                  | 1-0 |     | 0-5 | 2-0 | 1-2 | 3-3  | 1-0  | 1-3 | 0-6 | 2-5 | 1-1 | 3-2 |
| FC Fleury 91                                               | 2-1 | 2-1 |     | 3-1 | 2-2 | 2-2  | 2-3  | 1-3 | 2-1 | 1-1 | 1-0 | 2-1 |
| EA Guingamp                                                | 1-0 | 1-1 | 3-1 |     | 3-4 | 4-3  | 0-1  | 1-5 | 0-4 | 3-3 | 0-0 | 3-4 |
| Le Havre AC                                                | 1-1 | 3-3 | 1-3 | 2-0 |     | 2-2  | 3-3  | 0-4 | 1-4 | 1-1 | 0-2 | 4-2 |
| LOSC Lille                                                 | 1-2 | 2-2 | 2-1 | 0-2 | 3-3 |      | 0-0  | 0-7 | 0-4 | 0-4 | 2-5 | 1-2 |
| Montpellier HSC                                            | 2-1 | 2-0 | 1-1 | 3-1 | 2-1 | 1-2  |      | 1-2 | 1-4 | 1-3 | 2-1 | 4-0 |
| Olympique lyonnais                                         | 4-0 | 4-1 | 4-0 | 2-1 | 3-0 | 5-0  | 5-0  |     | 1-0 | 1-1 | 4-1 | 6-0 |
| Paris FC                                                   | 1-0 | 0-1 | 3-1 | 2-0 | 3-2 | 3-2  | 3-0  | 1-6 |     | 1-2 | 2-2 | 0-1 |
| Paris Saint-Germain                                        | 8-1 | 3-0 | 2-1 | 5-0 | 4-0 | 6-0  | 4-1  | 0-1 | 1-1 |     | 4-0 | 5-0 |
| Stade de Reims                                             | 3-0 | 1-0 | 2-0 | 1-0 | 0-0 | 3-1  | 0-3  | 1-5 | 1-1 | 2-1 |     | 2-0 |
| AS Saint-Étienne                                           | 1-0 | 2-0 | 1-0 | 2-1 | 1-2 | 1-1  | 1-1  | 1-6 | 1-6 | 0-1 | 4-3 |     |
| - Victoire à domicile - Match nul - Victoire à l'extérieur |     |     |     |     |     |      |      |     |     |     |     |     |

### Phase finale
La phase finale du championnat réunit les quatre premières équipes du classement de la saison régulière. Les demi-finales à élimination directe opposeront le 1er au 4e et le 2e au 3e. La finale se disputera sur le terrain de l'équipe la mieux classée au terme de la saison régulière. Une petite finale décidera de la troisième place européenne. Dans le cas où un match se termine sur un match nul après la fin du temps réglementaire, il n'y a pas de prolongation, mais une séance de tirs au but.
Dans la première demi-finale, après un score nul 2-2 c'est le Paris Saint-Germain qui s'impose aux tirs au but face au Paris FC. La deuxième demi-finale voit l'Olympique lyonnais s'imposer face au Stade de Reims sur le score de 6-0.
Le match pour la troisième place se conclut sur la victoire à domicile du Paris FC contre le Stade de Reims (1-1 et 4-2 aux tirs au but) ; le Paris FC se qualifie donc pour le 1er tour de qualification de la Ligue des champions féminine de l'UEFA 2023-2024.
La finale est remportée par l'Olympique lyonnais, qui s'impose contre le Paris Saint-Germain sur le score de 2 buts à 1. Les Lyonnaises remportent ainsi le 17e titre de leur histoire.
|  | Demi-finales   | Demi-finales         | Demi-finales        | Demi-finales        |                               |                    | Finale      | Finale      | Finale      | Finale      |
|  |                |                      |                     |                     |                               |                    |             |             |             |             |
|  | 12 mai 2024    | 12 mai 2024          | 12 mai 2024         | 12 mai 2024         |                               |                    | 17 mai 2024 | 17 mai 2024 | 17 mai 2024 | 17 mai 2024 |
|  | 1              | Olympique lyonnais T | 6                   | 6                   |                               |                    | 17 mai 2024 | 17 mai 2024 | 17 mai 2024 | 17 mai 2024 |
|  | 1              | Olympique lyonnais T | 6                   | 6                   |                               |                    | 17 mai 2024 | 17 mai 2024 | 17 mai 2024 | 17 mai 2024 |
|  | 4              | Stade de Reims       | 0                   | 0                   |                               |                    | 17 mai 2024 | 17 mai 2024 | 17 mai 2024 | 17 mai 2024 |
|  | 4              | Stade de Reims       | 0                   | 0                   | Olympique lyonnais            | Olympique lyonnais | 2           | 2           |             |             |
|  | 11 mai 2024    |                      |                     |                     | Olympique lyonnais            | Olympique lyonnais | 2           | 2           |             |             |
|  |                |                      | Paris Saint-Germain | Paris Saint-Germain | 1                             | 1                  |             |             |             |             |
|  | 2              | Paris Saint-Germain  | Paris Saint-Germain | Paris Saint-Germain | 1                             | 1                  | 2 (5) tab   | 2 (5) tab   |             |             |
|  | 2              | Paris Saint-Germain  |                     |                     |                               |                    |             | 2 (5) tab   |             |             |
|  | 3              | Paris FC             | 2 (4)               | 2 (4)               |                               |                    |             |             |             |             |
|  | 3              | Paris FC             | 2 (4)               | 2 (4)               | Match pour la troisième place |                    |             |             |             |             |
|  |                |                      |                     |                     |                               |                    |             |             |             |             |
|  | 17 mai 2024    |                      |                     |                     |                               |                    |             |             |             |             |
|  | Paris FC       | Paris FC             | 1 (4) tab           | 1 (4) tab           |                               |                    |             |             |             |             |
|  | Paris FC       | Paris FC             | 1 (4) tab           | 1 (4) tab           |                               |                    |             |             |             |             |
|  | Stade de Reims | Stade de Reims       | 1 (2)               | 1 (2)               |                               |                    |             |             |             |             |
|  | Stade de Reims | Stade de Reims       | 1 (2)               | 1 (2)               |                               |                    |             |             |             |             |

Légende des couleurs
- Qualification pour le tour suivant
- Phase de groupes de la Ligue des champions 2024-2025
- Deuxième tour de la Ligue des champions 2024-2025
- Premier tour de la Ligue des champions 2024-2025

#### Demi-finales
| Demi-finale 1     | Olympique lyonnais T                                                    | 6 - 0   | Stade de Reims | Groupama Stadium, Décines-Charpieu                                          |                                                                             |
| 12 mai 2024 17:00 | Renard 12e · van de Donk 36e · Majri 42e · Diani 56e 67e · Dumornay 58e | (3 - 0) |                | Spectateurs : 11 110 Diffuseur : Canal+ Foot Arbitrage : Clémence Goncalves | Spectateurs : 11 110 Diffuseur : Canal+ Foot Arbitrage : Clémence Goncalves |
| 12 mai 2024 17:00 | Morroni 88e                                                             | Rapport |                | Spectateurs : 11 110 Diffuseur : Canal+ Foot Arbitrage : Clémence Goncalves | Spectateurs : 11 110 Diffuseur : Canal+ Foot Arbitrage : Clémence Goncalves |

| Demi-finale 2     | Paris Saint-Germain                               | 2 - 2             | Paris FC                                          | Parc des Princes, Paris                                               |                                                                       |
| 11 mai 2024 21:00 | Geyoro 52e (pen.) · Katoto 72e                    | (0 - 1)           | 36e Mateo · 56e D. Corboz                         | Spectateurs : 3 458 Diffuseur : Canal+ Foot Arbitrage : Audrey Gerbel | Spectateurs : 3 458 Diffuseur : Canal+ Foot Arbitrage : Audrey Gerbel |
| 11 mai 2024 21:00 | Groenen 74e                                       | Rapport           | 54e Ribadeira ·                                   | Spectateurs : 3 458 Diffuseur : Canal+ Foot Arbitrage : Audrey Gerbel | Spectateurs : 3 458 Diffuseur : Canal+ Foot Arbitrage : Audrey Gerbel |
| 11 mai 2024 21:00 | Karchaoui · Katoto · Baltimore · Martens · Geyoro | Tirs au but 5 - 4 | Greboval · Bourdieu · Thiney · Le Mouël · Sissoko | Spectateurs : 3 458 Diffuseur : Canal+ Foot Arbitrage : Audrey Gerbel | Spectateurs : 3 458 Diffuseur : Canal+ Foot Arbitrage : Audrey Gerbel |

#### Match pour la troisième place
| Match pour la 3e place | Paris FC                                    | 1 - 1             | Stade de Reims                              | Stade Charléty, Paris                                                  |                                                                        |
| 17 mai 2024 18:00      | Mateo 84e                                   | (0 - 0)           | 87e (pen.) R. Corboz (en)                   | Spectateurs : 1 552 Diffuseur : Canal+ Foot Arbitrage : Victoria Beyer | Spectateurs : 1 552 Diffuseur : Canal+ Foot Arbitrage : Victoria Beyer |
| 17 mai 2024 18:00      |                                             | Rapport           | 24e Joly · 72e Imuran ·                     | Spectateurs : 1 552 Diffuseur : Canal+ Foot Arbitrage : Victoria Beyer | Spectateurs : 1 552 Diffuseur : Canal+ Foot Arbitrage : Victoria Beyer |
| 17 mai 2024 18:00      | Greboval · Ould Hocine · Thiney · Ribadeira | Tirs au but 4 - 2 | R. Corboz (en) · Gomes · Pasquereau · Ngock | Spectateurs : 1 552 Diffuseur : Canal+ Foot Arbitrage : Victoria Beyer | Spectateurs : 1 552 Diffuseur : Canal+ Foot Arbitrage : Victoria Beyer |

#### Finale
| Finale            | Olympique lyonnais T      | 2 - 1   | Paris Saint-Germain | Groupama Stadium, Décines-Charpieu                                      |                                                                         |
| 17 mai 2024 21:00 | Cascarino 18e · Diani 22e | (2 - 0) | 73e Chawinga        | Spectateurs : 15 660 Diffuseur : Canal+ Arbitrage : Maika Vanderstichel | Spectateurs : 15 660 Diffuseur : Canal+ Arbitrage : Maika Vanderstichel |
| 17 mai 2024 21:00 | van de Donk 86e           | Rapport | 89e Gaetino         | Spectateurs : 15 660 Diffuseur : Canal+ Arbitrage : Maika Vanderstichel | Spectateurs : 15 660 Diffuseur : Canal+ Arbitrage : Maika Vanderstichel |

## Statistiques

### Évolution du classement
| Journée →/Équipe ↓ | 1  | 2  | 3  | 4  | 5  | 6   | 7   | 8   | 9   | 10  | 11  | 12  | 13  | 14   | 15   | 16  | 17 | 18 | 19 | 20 | 21 | 22 | 1er | Top 4 | rel. |
| ------------------ | -- | -- | -- | -- | -- | --- | --- | --- | --- | --- | --- | --- | --- | ---- | ---- | --- | -- | -- | -- | -- | -- | -- | --- | ----- | ---- |
| Bordeaux           | 10 | 9  | 9  | 9  | 10 | 11  | 10  | 11  | 10  | 12  | 12  | 12* | 12* | 12*  | 12*  | 12  | 12 | 12 | 12 | 12 | 12 | 11 |     |       | 15   |
| Dijon              | 8  | 7  | 10 | 10 | 11 | 10  | 11  | 12  | 11  | 8   | 9   | 9   | 9   | 8    | 9    | 10  | 9  | 8  | 8  | 9  | 8  | 8  |     |       | 4    |
| Fleury             | 4  | 6  | 7  | 6  | 5  | 4   | 3   | 4   | 4   | 5   | 6   | 6   | 6   | 6    | 6    | 5   | 6  | 5  | 5  | 5  | 4  | 5  |     | 6     |      |
| Guingamp           | 7  | 11 | 12 | 11 | 9  | 9*  | 7*  | 8*  | 8*  | 9*  | 10* | 10* | 10* | 10*  | 10*  | 9   | 10 | 10 | 10 | 10 | 10 | 10 |     |       | 3    |
| Le Havre           | 11 | 10 | 8  | 8  | 7  | 7   | 8   | 7   | 7   | 7   | 7   | 7*  | 8*! | 7**! | 8**! | 8*! | 8! | 9! | 9! | 8! | 9! | 9! |     |       | 1    |
| Lille              | 12 | 8  | 6  | 7  | 8  | 8   | 9   | 9   | 9   | 11  | 11  | 11  | 11  | 11   | 11   | 11  | 11 | 11 | 11 | 11 | 11 | 12 |     |       | 14   |
| Montpellier        | 5  | 3  | 3  | 3  | 4  | 3   | 6   | 5   | 5   | 6   | 5   | 4   | 5   | 5    | 4    | 4   | 4  | 6  | 6  | 6  | 6  | 6  |     | 9     |      |
| Lyon               | 1  | 2  | 2  | 1  | 1  | 1   | 1   | 1   | 1   | 1   | 1   | 1   | 1   | 1    | 1    | 1   | 1  | 1  | 1  | 1  | 1  | 1  | 20  | 22    |      |
| Paris FC           | 2  | 1  | 1  | 2  | 2  | 2   | 2   | 2   | 2   | 2   | 2   | 3   | 3*  | 3*   | 3*   | 3** | 3* | 3* | 3* | 3* | 3  | 3  | 2   | 22    |      |
| Paris SG           | 3  | 5  | 5  | 5* | 3* | 6** | 4** | 3** | 3** | 3** | 3** | 2** | 2*  | 2*   | 2*   | 2   | 2  | 2  | 2  | 2  | 2  | 2  |     | 18    |      |
| Reims              | 6  | 4  | 4  | 4* | 6* | 5*  | 5*  | 6*  | 6*  | 4*  | 4*  | 5** | 4*  | 4*   | 5*   | 6   | 5  | 4  | 4  | 4  | 5  | 4  |     | 11    |      |
| Saint-Étienne      | 9  | 12 | 11 | 12 | 12 | 12  | 12  | 10  | 12  | 10  | 8   | 8*  | 7*  | 9*   | 7*   | 7*  | 7* | 7* | 7* | 7* | 7  | 7  |     |       | 7    |

* : un match en moins 
! : Le Havre a perdu un match contre Fleury par pénalité et s'est vu retirer 2 points

### Résultats par match
| Journée ╱ Équipe | 1 | 2 | 3 | 4 | 5 | 6 | 7 | 8 | 9 | 10 | 11 | 12 | 13 | 14 | 15 | 16 | 17 | 18 | 19 | 20 | 21 | 22 |
| ---------------- | - | - | - | - | - | - | - | - | - | -- | -- | -- | -- | -- | -- | -- | -- | -- | -- | -- | -- | -- |
| Bordeaux         | D | N | D | N | D | D | D | D | V | D  | D  | N  | D  | N  | D  | D  | D  | D  | D  | D  | V  | V  |
| Dijon            | D | N | D | V | D | N | D | D | V | V  | N  | D  | N  | V  | D  | D  | V  | V  | D  | D  | N  | V  |
| Fleury           | V | D | D | V | N | V | V | D | N | D  | D  | V  | D  | N  | D  | V  | D  | V  | N  | V  | V  | D  |
| Guingamp         | D | N | D | D | V | D | V | D | D | D  | N  | D  | D  | N  | V  | V  | D  | D  | D  | N  | D  | D  |
| Le Havre         | D | N | D | N | V | N | N | V | N | N  | D  | N  | D  | V  | N  | D  | N  | D  | D  | V  | D  | V  |
| Lille            | D | N | V | N | D | N | D | D | D | D  | D  | D  | N  | D  | N  | D  | D  | D  | N  | V  | D  | N  |
| Montpellier      | V | N | V | N | N | N | D | V | D | D  | V  | V  | D  | D  | V  | V  | N  | D  | D  | D  | V  | V  |
| Lyon             | V | V | V | V | V | V | V | V | V | V  | V  | V  | V  | V  | N  | V  | V  | V  | V  | V  | V  | D  |
| Paris FC         | V | V | V | V | V | D | V | V | N | V  | D  | D  | V  | V  | V  | D  | V  | D  | V  | N  | N  | D  |
| Paris SG         | V | D | V | V | V | V | V | V | V | N  | V  | V  | V  | N  | N  | V  | V  | V  | V  | N  | N  | D  |
| Reims            | V | N | V | D | D | V | N | D | N | V  | D  | D  | V  | D  | D  | D  | V  | V  | V  | N  | N  | V  |
| Saint-Étienne    | D | N | D | D | D | D | D | V | D | V  | V  | V  | V  | D  | V  | V  | D  | V  | V  | D  | D  | N  |

### Buts marqués par journée
Ce graphique représente le nombre de buts marqués lors de chaque journée.

### Meilleures buteuses
Mise à jour le 8 mai 2024.
|     | Buteuse                 | Club               | Buts |
| --- | ----------------------- | ------------------ | ---- |
| 1.  | Tabitha Chawinga        | PSG                | 18   |
| 2.  | Ada Hegerberg           | Olympique lyonnais | 12   |
| 3.  | Grace Geyoro            | PSG                | 11   |
| 3.  | Marie-Antoinette Katoto | PSG                | 11   |
| 5.  | Eugénie Le Sommer       | Olympique lyonnais | 10   |
| 6.  | Gaëtane Thiney          | Paris FC           | 9    |
| 6.  | Faustine Robert         | Montpellier HSC    | 9    |
| 6.  | Noémie Mouchon          | Stade de Reims     | 9    |
| 9.  | Louna Ribadeira         | Paris FC           | 8    |
| 9.  | Clara Matéo             | Paris FC           | 8    |
| 9.  | Sara Däbritz            | Olympique lyonnais | 8    |
| 9.  | Ewelina Kamczyk         | FC Fleury 91       | 8    |
| 9.  | Inès Benyahia           | Le Havre AC        | 8    |
| 14. | Kessya Bussy            | Paris FC           | 7    |
| 14. | Sandy Baltimore         | PSG                | 7    |
| 14. | Julie Dufour            | Paris FC           | 7    |
| 17. | 7 joueuses              | 7 joueuses         | 6    |

#### Triplés
| Buteuse          | Club               | Adversaire            | Date                  |
| ---------------- | ------------------ | --------------------- | --------------------- |
| Louise Fleury    | Paris FC           | Le Havre AC           | 6 octobre 2023 (J3)   |
| Lindsey Horan    | Olympique lyonnais | AS St-Étienne         | 14 octobre 2023 (J4)  |
| Louise Fleury    | Paris FC           | AS St-Étienne         | 11 novembre 2023 (J7) |
| Tabitha Chawinga | PSG                | Dijon FCO             | 12 novembre 2023 (J7) |
| Clara Matéo      | Paris FC           | Girondins de Bordeaux | 10 février 2024 (J15) |
| Louna Ribadeira  | Paris FC           | Le Havre AC           | 6 mars 2024 (J13)     |
| Amel Majri       | Olympique lyonnais | LOSC Lille            | 23 mars 2024 (J18)    |
| Vicki Becho      | Olympique lyonnais | AS St-Étienne         | 14 avril 2024 (J20)   |

### Meilleures passeuses
Mise à jour le 8 mai 2024.
|     | Passeuse                | Club               | Passes |
| --- | ----------------------- | ------------------ | ------ |
| 1.  | Tabitha Chawinga        | PSG                | 10     |
| 1.  | Clara Mateo             | Paris FC           | 10     |
| 3.  | Kadidiatou Diani        | Olympique lyonnais | 9      |
| 3.  | Inès Benyahia           | Le Havre AC        | 9      |
| 5.  | Selma Bacha             | Olympique lyonnais | 7      |
| 5.  | Sakina Karchaoui        | PSG                | 7      |
| 5.  | Cindy Caputo            | AS Saint-Étienne   | 7      |
| 5.  | Sarah Cambot            | EA Guingamp        | 7      |
| 9.  | Marie-Antoinette Katoto | PSG                | 6      |
| 9.  | Anaëlle Le Moguédec     | Stade de Reims     | 6      |
| 9.  | Léa Le Garrec           | FC Fleury 91       | 6      |
| 12. | 5 joueuses              | 5 joueuses         | 5      |

### Affluences de la saison

#### Meilleures affluences de la saison régulière
Mise à jour le 8 mai 2024.
|     | Match                                       | Journée | Date              | Stade                   | Affluence |
| --- | ------------------------------------------- | ------- | ----------------- | ----------------------- | --------- |
| 1.  | Olympique lyonnais – Paris Saint-Germain    | J15     | 11 février 2024   | Groupama Stadium        | 21 764    |
| 2.  | Paris Saint-Germain – Olympique lyonnais    | J2      | 1er octobre 2023  | Parc des Princes        | 15 899    |
| 3.  | AS Saint-Étienne - Olympique lyonnais       | J20     | 14 avril 2024     | Stade Geoffroy-Guichard | 4 037     |
| 4.  | Paris FC - Paris Saint-Germain              | J11     | 17 décembre 2023  | Stade Charléty          | 4 002     |
| 5.  | FC Fleury 91 - Paris Saint-Germain          | J14     | 2 février 2024    | Stade Robert-Bobin      | 3 218     |
| 6.  | Stade de Reims - Paris Saint-Germain        | J22     | 8 mai 2024        | Stade Auguste Delaune   | 3 012     |
| 7.  | EA Guingamp - Paris Saint-Germain           | J20     | 13 avril 2024     | Stade du Roudourou      | 3 008     |
| 8.  | Girondins de Bordeaux – Paris Saint-Germain | J1      | 17 septembre 2023 | Stade Chaban-Delmas     | 2 453     |
| 9.  | Paris FC – Olympique lyonnais               | J6      | 5 novembre 2023   | Stade Charléty          | 2 418     |
| 10. | LOSC Lille – Olympique lyonnais             | J18     | 23 mars 2024      | Stadium Lille Métropole | 2 418     |

#### Affluence par journée
Ce graphique représente le nombre de spectateurs présents dans les stades lors de chaque journée.

## Récompenses individuelles

### Joueuse du mois
| Mois      | Meilleure joueuse | Autres nommées                         |
| --------- | ----------------- | -------------------------------------- |
| Septembre | Eugénie Le Sommer | Clara Matéo, Justine Lerond            |
| Octobre   | Melchie Dumornay  | Grace Geyoro, Louise Fleury            |
| Novembre  | Inès Benyahia     | Eugénie Le Sommer, Tabitha Chawinga    |
| Décembre  | Damaris Egurrola  | Inès Benyahia, Cindy Caputo            |
| Janvier   | Ada Hegerberg     | Tabitha Chawinga, Naomie Bamenga       |
| Février   | Tabitha Chawinga  | Sakina Karchaoui, Katarzyna Kiedrzynek |
| Mars      | Tabitha Chawinga  | Grace Geyoro, Chiamaka Nnadozie        |

### Distinctions individuelles
Trophées D1 Arkéma
La cérémonie des trophées de la D1, remis par la FFF, s'est tenue le 29 avril au Pavillon Dauphine à Paris.
| Meilleure joueuse      | Révélation de la saison     | Meilleure gardienne     | Meilleur(e) entraîneur/euse | Plus beau but                                               | Meilleure arbitre                                  | Coup de cœur Arkema |
| ---------------------- | --------------------------- | ----------------------- | --------------------------- | ----------------------------------------------------------- | -------------------------------------------------- | ------------------- |
| Tabitha Chawinga (PSG) | Inès Benyahia (Le Havre AC) | Chiamaka Nnadozie (PFC) | Sonia Bompastor (OL)        | Eugénie Le Sommer (OL), contre le PFC lors de la 6e journée | Émeline Rochebilière et Camille Comba (assistante) | PSG                 |

| Gardienne de but        | Défenseuses                                                                           | Milieux de terrain                                          | Attaquantes                                                               |
| ----------------------- | ------------------------------------------------------------------------------------- | ----------------------------------------------------------- | ------------------------------------------------------------------------- |
| Chiamaka Nnadozie (PFC) | Sakina Karchaoui (PSG) Elisa De Almeida (PSG) Griedge Mbock (OL) Ellie Carpenter (OL) | Lindsey Horan (OL) Damaris Egurrola (OL) Grace Geyoro (PSG) | Tabitha Chawinga (PSG) Eugénie Le Sommer (OL) Inès Benyahia (Le Havre AC) |

| Club                | Nombre de joueuses |
| ------------------- | ------------------ |
| Olympique lyonnais  | 5                  |
| Paris Saint-Germain | 4                  |
| Le Havre AC         | 1                  |
| Paris FC            | 1                  |

Trophées UNFP
Au mois de mai, lors de la cérémonie des trophées UNFP du football 2024, sont élues la meilleure joueuse, la meilleure espoir et la meilleure gardienne de but de la saison. Un onze type de la saison est également formé.
| Meilleure joueuse                      | Meilleure espoir           | Meilleure gardienne          |
| -------------------------------------- | -------------------------- | ---------------------------- |
| Tabitha Chawinga (Paris Saint-Germain) | Louna Ribadeira (Paris FC) | Chiamaka Nnadozie (Paris FC) |

| Gardiennes de but            | Défenseuses | Milieux de terrain                                                                                | Attaquantes |
| ---------------------------- | --- | ------------------------------------------------------------------------------------------------- | --- |
| Chiamaka Nnadozie (Paris FC) | Sakina Karchaoui (Paris Saint-Germain) Griedge Mbock (Olympique lyonnais) Elisa De Almeida (Paris Saint-Germain) Ellie Carpenter (Olympique lyonnais) | Lindsey Horan (Olympique lyonnais) Inès Benyahia (Le Havre AC) Grace Geyoro (Paris Saint-Germain) | Delphine Cascarino (Olympique lyonnais) Tabitha Chawinga (Paris Saint-Germain) Eugénie Le Sommer (Olympique lyonnais) |

## Parcours en Ligue des champions
Le parcours des clubs français en Ligue des champions est important puisqu'il détermine le coefficient UEFA de la France, et donc le nombre de clubs français présents dans la compétition européenne les années suivantes.
| Club                | Résultat         | Ultime(s) adversaire(s) | Ultime(s) adversaire(s) | Ultime(s) adversaire(s) |
| ------------------- | ---------------- | ----------------------- | ----------------------- | ----------------------- |
| Olympique lyonnais  | Finaliste        | FC Barcelone            | FC Barcelone            | FC Barcelone            |
| Paris Saint-Germain | Demi-finales     | Olympique lyonnais      | Olympique lyonnais      | Olympique lyonnais      |
| Paris FC            | Phase de groupes | Chelsea                 | BK Häcken               | Real Madrid             |

## Bilan de la saison
| Championnat de France féminin de football 2023-2024 |                                |
| Champion                                            | Olympique lyonnais (17e titre) |
| Coupes et trophées                                  |                                |
| Vainqueur de la Coupe de France 2023-2024           | Paris Saint-Germain            |
| Qualifications continentales                        |                                |
| Ligue des champions féminine de l'UEFA 2024-2025    | Olympique lyonnais             |
| Ligue des champions féminine de l'UEFA 2024-2025    | Paris Saint-Germain            |
| Ligue des champions féminine de l'UEFA 2024-2025    | Paris FC                       |
| Promotions et relégations                           |                                |
| Promus en Division 1                                | RC Strasbourg                  |
| Promus en Division 1                                | FC Nantes                      |
| Relégués en Division 2                              | Girondins de Bordeaux          |
| Relégués en Division 2                              | LOSC Lille                     |